# Gex
Gex este un oraș în estul Franței, sub-prefectură a departamentului Ain, în regiunea Ron-Alpi, locuit încă din jurul anului 1800 î.Hr. Numele orașului este prezent în denumirea unui sortiment de brânză cu mucegai, Bleu de Gex.
1. ↑  répertoire géographique des communes, accesat în 26 octombrie 2015
2. ↑  dataset of postal codes in France, 1 octombrie 2018